# Fussilat
Fussilat (en arabe : سُورَةُ فُصِّلَتْ, français : Les Versets détaillés) est le nom traditionnellement donné à la 41e sourate du Coran, le livre sacré de l'islam. Elle comporte 54 versets. Rédigée en arabe comme l'ensemble de l'œuvre religieuse, elle fut proclamée, selon la tradition musulmane,  durant la période mecquoise.

## Origine du nom
Bien que le titre ne fasse pas directement partie du texte coranique, la tradition musulmane a donné comme nom à cette sourate Les Versets détaillés, en référence au contenu des troisième et quarante-quatrième versets : 
« 3. Un Livre dont les versets sont détaillés (et clairement exposés), un Coran [lecture] arabe pour des gens qui savent [...] »
« 44. Si Nous en avions fait un Coran en une langue autre que l'arabe, ils auraient dit : « Pourquoi ses versets n'ont-ils pas été exposés clairement ? quoi ? Un [Coran] non-arabe et [un Messager] arabe ? » Dis : « Pour ceux qui croient, il est une guidée et une guérison. » Et quant à ceux qui ne croient pas, il y a une surdité dans leurs oreilles et ils sont frappés d'aveuglement en ce qui le concerne ; ceux-là sont appelés d'un endroit lointain. »
Elle est aussi connue sous le nom de Al-Sadjadat (« la Prosternation ») comme la sourate 32. 

## Historique
Il n'existe à ce jour pas de sources ou documents historiques permettant de s'assurer de l'ordre chronologique des sourates du Coran. Néanmoins selon une chronologie musulmane attribuée à Ǧaʿfar al-Ṣādiq (VIIIe siècle) et largement diffusée en 1924 sous l’autorité d’al-Azhar,, cette sourate occupe la 61e place. Elle aurait été proclamée pendant la période mecquoise, c'est-à-dire schématiquement durant la première partie de l'histoire de Mahomet avant de quitter La Mecque. Contestée dès le XIXe par des recherches universitaires, cette chronologie a été revue par Nöldeke,, pour qui cette sourate est la 71e.
La sourate semble avoir été composée en deux parties faites pour être rassemblées, ce qui n’exclue pas des modifications postérieures. Dans le début de la sourate, des distinctions entre versets semblent peu claires, certaines fins pouvant être le début du suivant. L’histoire de la sourate et le contexte des différentes étapes de compositions sont difficiles à cerner.  Un indice dans le discours autoréférentiel permet de sous-entendre qu’une partie du Coran « a été constituée de traductions vers l’arabe des Écritures antérieures ».

## Interprétations

### Versets 2-3: le Coran comme traduction d’Écritures antérieures
Les versets 2-3 sont une autodéfinition du Coran. Le texte se cite lui-même comme « descente » et comme étant une récitation en arabe. Le terme fassilat est associé aux versets du Coran. Souvent traduit par « séparés », « détaillés », Luxenberg et Gilliot ont mis en avant un sens plus pertinent, celui de « traduire », signifiant que le Coran est une traduction en arabe d’Écritures antérieures.
Cela peut interroger sur les usages coraniques de certains termes comme kitab, signifiant étymologiquement « Livre », exactement comme le mot « Bible ». Le verset évoquerait donc une « Bible dont les versets/lettres ont été traduits en une récitation en arabe pour que le peuple sache ». Cet aspect correspondrait à la fin de la première période d’élaboration du Coran, approche abandonnée par la suite, le Coran lui-même étant petit à petit assimilé au kitab.
La question que se posent les chercheurs est le sens de cette « traduction ». Désigne-t-elle les nombreuses paraphrases bibliques ? des traductions réécrites a posteriori ? Gobillot défend, en s’appuyant sur le terme musaddiq, que le sens de ce passage est celui de « paraphraser en corrigeant ». Il est donc possible de s’interroger sur la véracité de ce discours ou sur le fait que les auteurs voulaient se faire passer pour une traduction de la Bible.

Texte de la sourate (Coran datant de 1874)
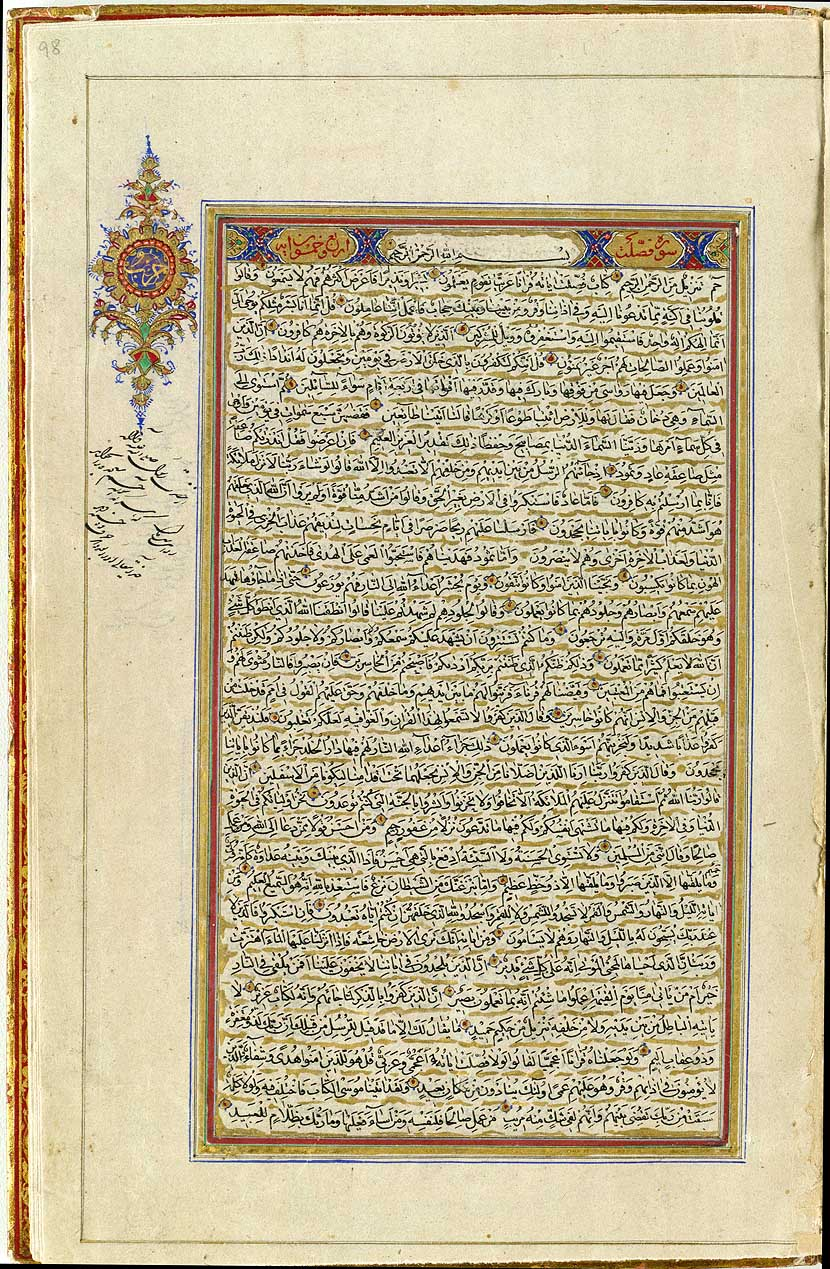
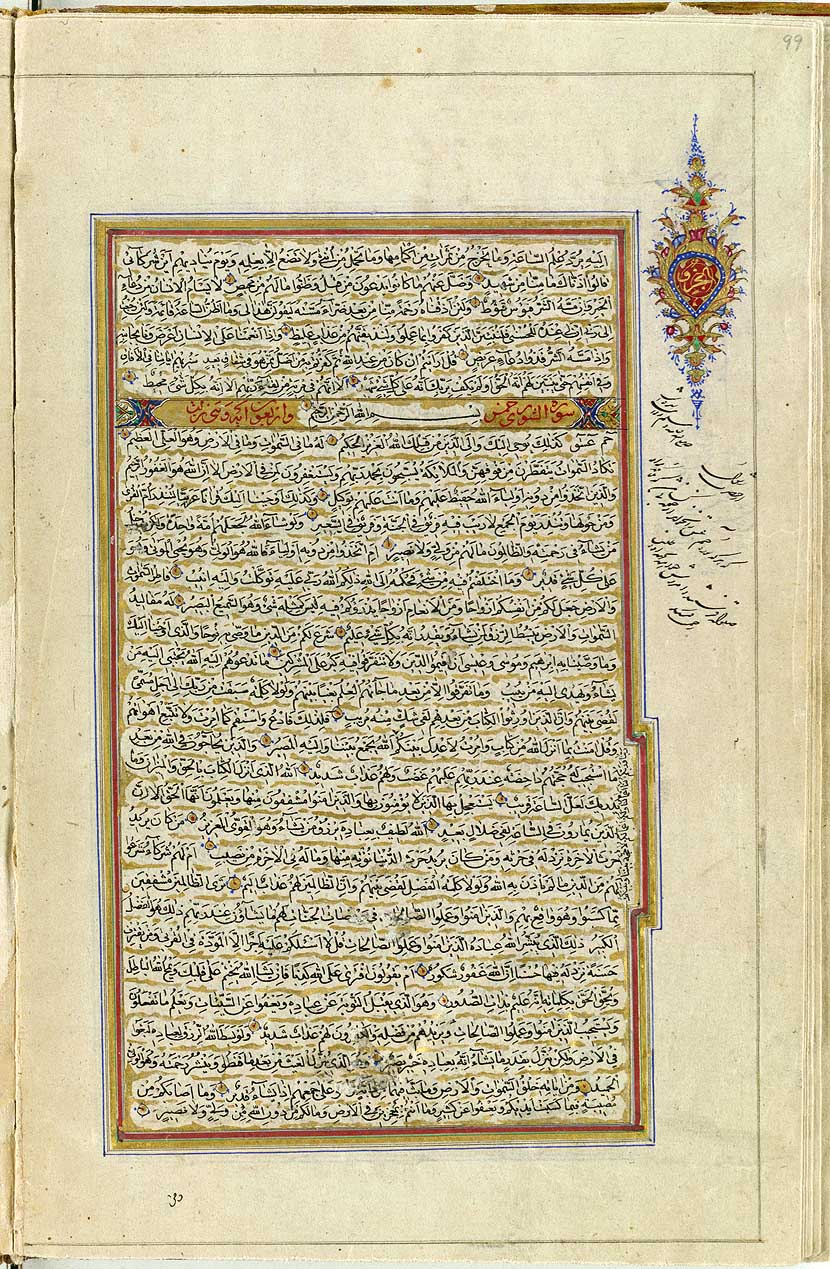